# 2020年烏克蘭空軍An-26墜毀事故
2020年9月25日，一架機尾編號76，隸屬於第203航空訓練旅(A-4104軍事單位)的An-26Sh軍用運輸機在飛行訓練期間於烏克蘭哈爾科夫州丘胡伊夫墜毀。機上27人中僅有1人生還。
根據調查，墜機原因為飛行員操作失誤及飛機故障導致。

## 事發過程
2020年9月25日18:50開始，一架搭載7名機組人員及20位乘客的An-26Sh開始提供伊萬·闊日杜布國立空軍大學的學員飛行訓練，飛行訓練預計持續至22:50。在墜機前該航班已成功執行六次起飛，五次降落。
機組人員共7人，由二級飛行員、飛行教官博赫丹·基謝尼亞指揮，累計飛行時數超過700小時。學員輪流坐在副駕駛座學習
根據官方資料，事故過程如下:
- 20:35，飛機從丘古耶夫空軍基地起飛，按計劃執行飛行任務。
- 20:38，機組人員發現左發動機扭矩傳感器壓力下降，並向空中交通管制員報告，隨後獲得指示準備降落。
- 20:40，機組請求降落，但由於另一架飛機正在降落，他們的請求在1分鐘後獲得許可。
- 20:43，飛機通過機場遠距離無線電導航標台，放下襟翼與起落架，開始下降並報告已準備好降落。
- 20:45，進場過程中，飛機失去高度，在距跑道約1,500公尺處墜毀，機身隨後起火。

飛機墜毀在M03高速公路附近，引發的火災於21:55由趕抵現場的烏克蘭國家緊急情況服務局和內政部其他單位撲滅。飛機墜毀時險些波及一輛行駛中的地面車輛，車輛上的人員立即撥打緊急電話並對倖存者進行急救，兩名倖存者其中一人身上著火被滅火器撲滅，另一人頭部骨折、腿部割傷，但仍意識清楚。還有目擊者稱有一些學員在沒有降落傘的情況下跳機。
機上共有27人，包括伊萬·闊日杜布國立空軍大學的20名學生和7名軍官。有一名學生因在最後不被允許登機而逃過一劫。
墜機現場發現25具遺體，兩名學員倖存，但其中一人因全身90%大面積燒傷於9月26日在醫院去世，最終此墜機事故共造成26人死亡——19名學生和7名機組人員。因罹難者遺體嚴重毀損難以辨認故需進行DNA鑑定辨認身分，過程耗時約2至3週。
唯一生還的學員「維亞切斯拉夫·佐洛切夫斯基」因多處瘀傷及腦震盪在北部地區軍事醫學臨床中心接受治療。後來報導稱，他的狀況穩定，腿部受傷且有多處瘀傷，但很快就可以出院。他回憶稱，一切發生得非常快，「就像電腦遊戲一樣」，醒來後還幫忙撲滅身旁著火的同伴。
在9月25日晚間，內政部、國防部和哈爾科夫州政府對墜機時機上人數的報告存在不同說法。
飛機殘骸位於M03高速公路533-534公里處，交通受事故影響僅剩一車道可供通行。
截至9月26日尚不清楚墜機原因。日內瓦航空事故檔案局指出，自2017年以來，至少有10架An-26飛機墜毀。
烏克蘭國防部長安德烈·塔蘭稱飛機狀況良好且飛機壽限未到，但因未知原因機翼觸地。初步判斷可能是某個發動機傳感器故障，但發動機本身並未失效。但飛行員阿什拉夫·姆蘇亞的母親告訴記者，她的兒子曾提到飛機狀況不佳，發動機經常發生故障。

## 失事飛機

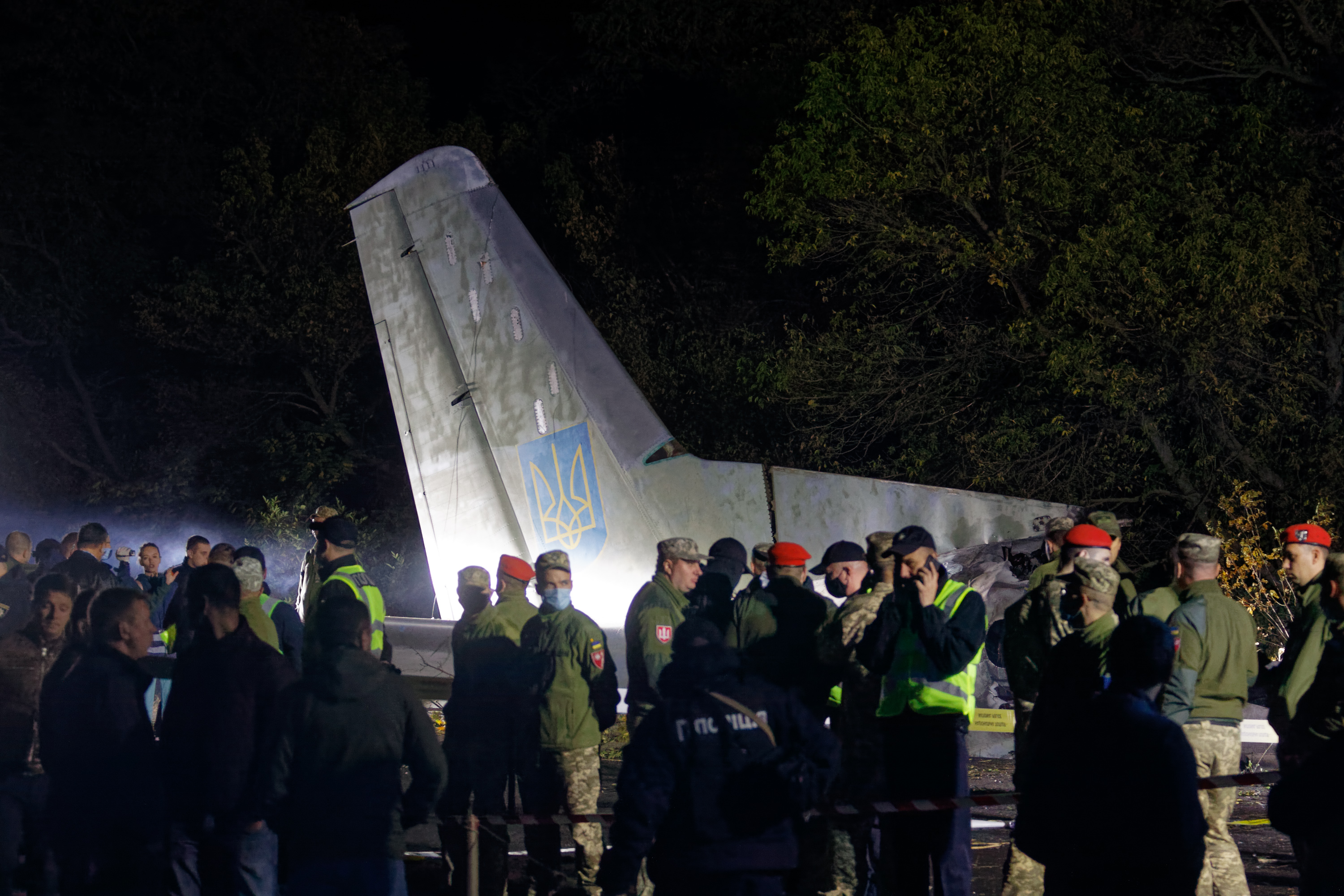
機尾

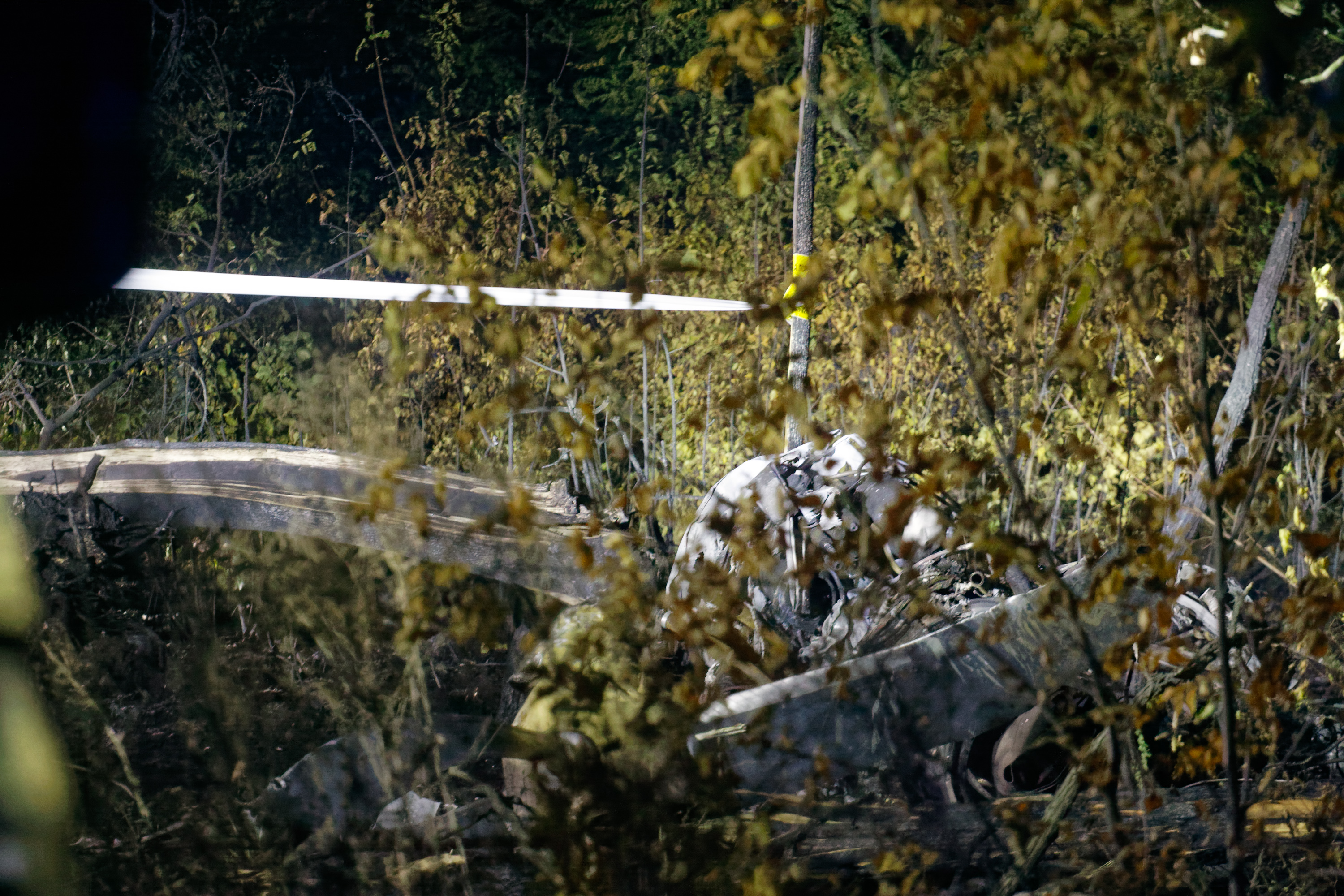
樹林後的殘骸

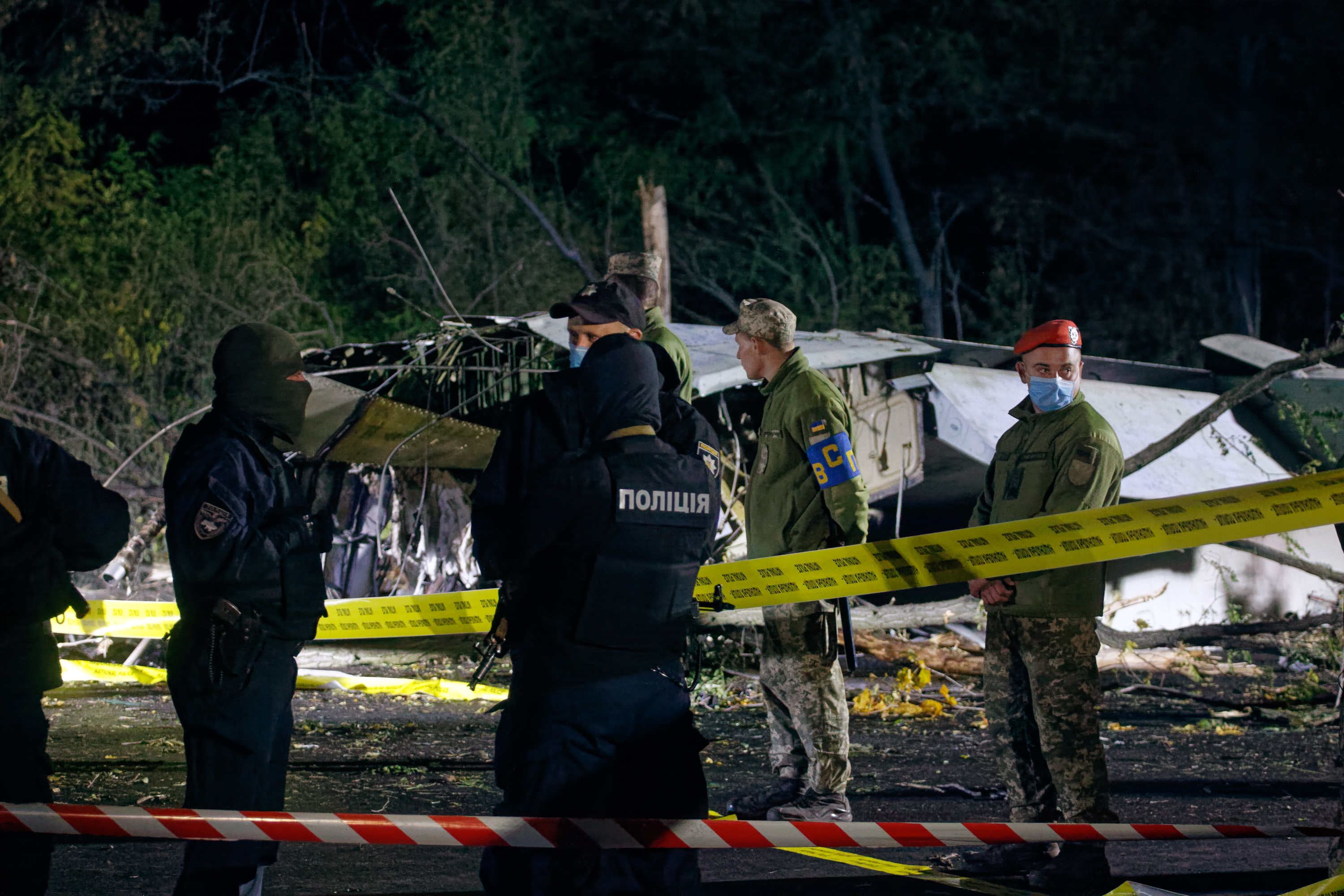
An-26的殘骸

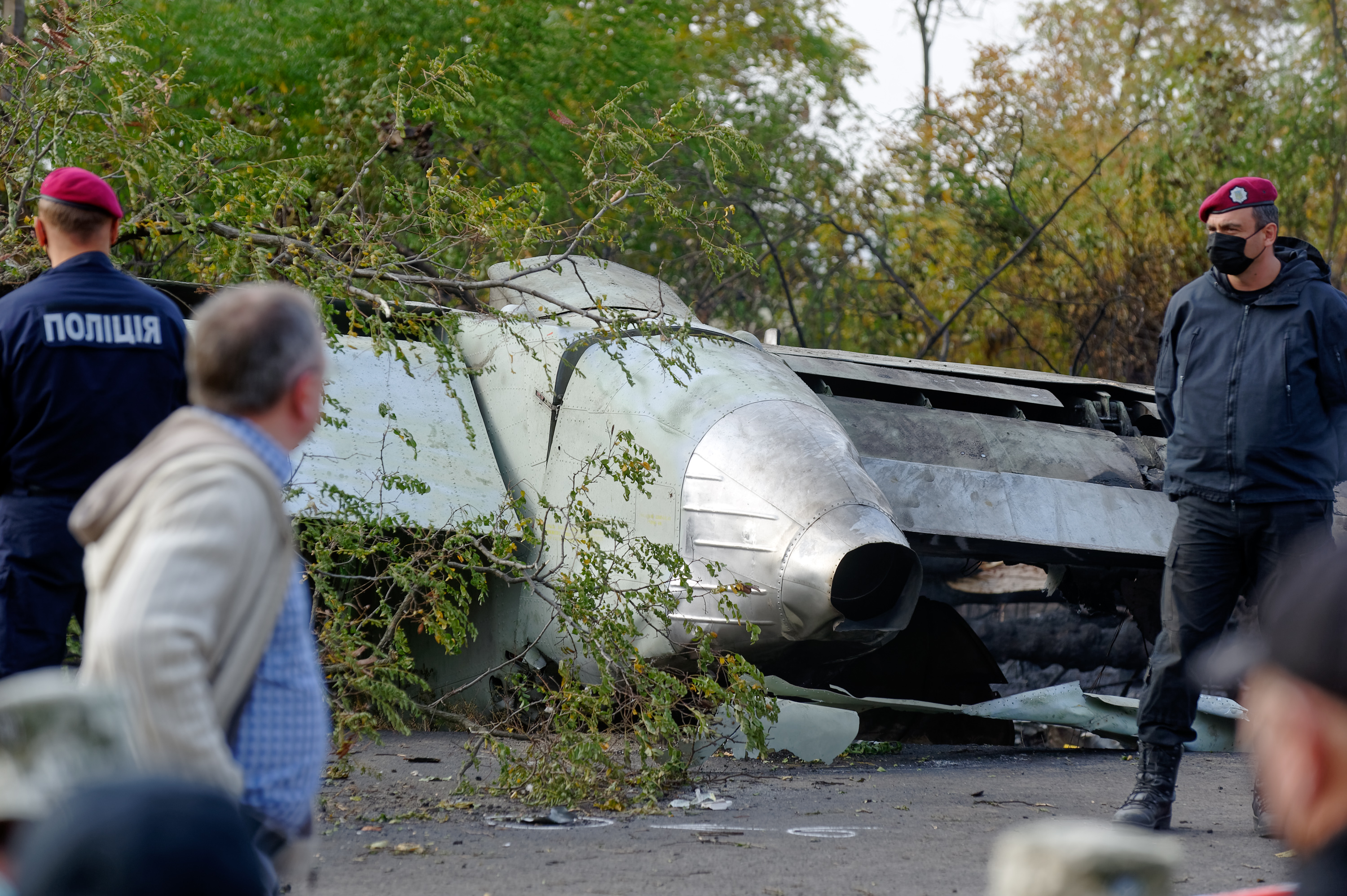
部分機尾的殘骸

墜毀的An-26Sh（機尾號76，序列號56-08，1977年10月21日出廠）截至墜機時總飛行時數為5985小時，完成3450次降落。1996年7月曾在基輔410飛機修理廠進行翻修。自翻修以來，該機累計飛行1800小時，完成2160次降落。此型號飛機的使用上限為2萬飛行小時和1.4萬次降落。2020年8月，在安東諾夫的專家監督下，該機的使用壽命延長至2022年6月21日，下一次大修計劃於2022年7月進行。該機配備AI-24VT發動機，右側發動機（1974年第四季度生產）計劃於2020年10月11日前維修，左側發動機（1977年12月生產）計劃於2021年6月5日前維修。
該飛機已準備好執行飛行任務且2020年未計劃進行大修。ProZorro公共採購平台於 2020年7月發布的資訊中提到關於飛機維修的合約，其中包括機尾編號76的An-26Sh，該維修工作已由安托諾夫國營公司完成，並將飛機服役期限延長兩年

## 罹難者
伊萬·闊日杜布國立空軍大學於9月26日在Facebook公布了在飛機失事中罹難的軍官和學員名單。
9月29日，在哈爾科夫榮耀紀念館為因傷勢過重於醫院死亡的維塔利·維爾霍維舉行葬禮

## 各界反應
烏克蘭總統澤倫斯基於9月26日成立一個國家委員會負責調查這起悲劇的原因並提供一切必要協助。
該委員會成員包括：烏克蘭武裝部隊總司令魯斯蘭·霍姆恰克上將，烏克蘭國家安全局局長伊萬·巴卡諾夫，烏克蘭國家安全與國防事務委員會第一副秘書米哈伊洛·科瓦爾、內政部長阿爾森·鮑里索維奇·阿瓦科夫、衛生部長馬克西姆·斯捷帕諾夫、總統辦公室副主任奧列格·塔塔羅夫、國家航空管理局局長奧列克桑德爾·比爾丘克、烏克蘭國家緊急情況服務局局長米科拉·切喬特金、哈爾科夫州州長阿列克謝·庫切爾等官員。
委員會由副總理奧列格·烏魯斯基擔任主席，國防部長安德烈·塔蘭擔任副主席。
烏克蘭宣布9月26日為全國哀悼日。哈爾科夫市民手持鮮花至伊萬·闊日杜布國立空軍大學向罹難者致意。同日，總統澤倫斯基指示所有An-26和類似機型停飛直到查明事故原因並提供軍事裝備的技術狀況，總統辦公室副主任奧列格·塔塔羅夫代表總統澤倫斯基表示，內政部必須審查國防合約，並加強對購買和維護軍事裝備的國防領域刑事調查的管控。
國防部長安德烈·塔蘭向罹難者家屬提供一次性經濟援助1,576,000 烏克蘭格里夫納（1,630,982新台幣），費用由烏克蘭國防部承擔。烏克蘭正教會大主教伊皮法紐斯對罹難者表達哀悼。
 國際反應 
加拿大總理賈斯汀·杜魯道、歐盟副主席兼歐盟外交事務高級代表荷西普·波瑞爾、亞塞拜然總統伊利哈姆·阿利耶夫、外交部長耶洪·巴伊拉莫夫、立陶宛外長部長利納斯·安納塔斯·林克維丘斯、拉脫維亞外交部長埃德加斯·林克維奇斯、愛沙尼亞外交部長烏爾馬斯·雷恩薩魯、波蘭外交部長茲比格紐·饒兀、歐盟高峰會主席夏爾·米歇爾、美國、北約、挪威、蒙特內哥羅、克羅埃西亞、奧地利、阿富汗、丹麥、義大利、法國、英國、加拿大、德國、西班牙、瑞士、斯洛維尼亞、摩爾多瓦、喬治亞、羅馬尼亞、土耳其、瑞典、保加利亞和阿爾巴尼亞的外交使團和俄羅斯正教會牧首基里爾都對此事故表達哀悼之意。

## 調查
烏克蘭國家調查局（DBR）和總檢察長辦公室對墜毀事件展開初步調查，原因為違反飛行規則及準備工作，導致災難及嚴重後果（烏克蘭刑法第416條）
國家調查局（DBR）認為可能的墜機原因包括：技術故障、飛行員失誤、飛行管制錯誤、維護不當及恐怖襲擊。
國家調查局（DBR）已在事故現場展開調查行動，並邀請相關專家參與，共有50名調查人員參與工作，委託超過50項鑑定。飛行記錄儀已被找到並送交解讀。飛機殘骸則被運往第203航空訓練旅供專家進一步調查。
在調查期間，負責組織和飛行訓練的人員被暫時停職
國家調查局（DBR）主要調查部門負責人馬克西姆·博爾恰科夫斯基表示，關於飛機左側發動機故障的資訊並不準確。
10月28日，國家委員會宣布導致事故的以下原因：
- 伊萬·闊日杜布國立空軍大學對飛行缺乏監管
- 大學內系統性違反飛行規則
- 機組人員對特殊情況準備不足
- 多次連續起飛（事故時為第六次起飛）
- 發動機控制系統故障
- 未遵守飛行計畫

12月18日，國家調查局（DBR）對烏克蘭武裝部隊空軍司令塞爾希·德羅茲多夫提出指控，懷疑其對公務疏忽進而導致嚴重後果。調查人員懷疑，一名缺乏適當經驗的人被允許駕駛該飛機。
12月22日，基輔佩切爾斯克區法院羈押A-4104軍事單位指揮官維亞切斯拉夫·格拉祖諾夫，懷疑其需為疏忽及違反飛行準備和規則負責。同時，飛行指揮官奧列克桑德爾·朱克分別因疏忽和違反飛行準備與規則遭到拘留，這些違規行為導致飛機墜毀並造成26名軍人喪生。
當日，基輔佩切爾斯克區法院釋放烏克蘭空軍司令塞爾希·德羅茲多夫，並限制其住居、不得離開城市和法院、檢察機關和調查員傳喚時應到場。
2021年4月30日，國家調查局調查員和聯合軍事與國防特別檢察官辦公室協商後決定對A4104軍事單位副指揮官、飛行訓練副指揮官提出指控，二人涉嫌違反飛行準備與執行規則及對軍事服務的疏忽（烏克蘭刑法第416條和第425條第3款）。此外，檢察官還指控當時擔任伊萬·闊日杜布國立空軍大學代理校長的一名州議會議員軍事失職。
2021年5月3日，根據國家調查局新聞處消息，基輔佩切爾斯克區法院對伊萬·闊日杜布國立空軍大學前校長、A4104軍事單位副指揮官及飛行訓練副指揮官採取60天的預防性夜間軟禁。
2021年8月27日，基輔佩切爾斯克區法院移除了A4104軍事單位副指揮官維克多·沃夫克的電子手環。在此之前，法院還釋放了飛行指揮官奧列克桑德爾·朱克。據調查，朱克在墜機發生當晚曾直接與學員接觸，但據稱忽視了關於左側發動機故障的報告。法院則對負責編制飛行計劃的副指揮官羅曼·庫岑科維持24小時居家監禁。本案件共有六名嫌疑人。
2021年9月25日，烏克蘭總檢察長伊琳娜·韋涅季克托娃表示，前烏克蘭空軍司令塞爾希·德羅茲多夫的辯護律師在拖延將此案提交到法院的程序。